# José Manuel López
José Manuel Alberto López (San Lorenzo, 6 dicembre 2000) è un calciatore argentino, attaccante del Palmeiras.

## Caratteristiche tecniche
È un centravanti.

## Carriera
Cresciuto nel settore giovanile del Lanús, debutta in prima squadra il 3 gennaio 2021 giocando l'incontro di Copa Diego Armando Maradona pareggiato 1-1 contro il Patronato.; sei giorni più tardi realizza la rete del definitivo 2-0 contro il Rosario Central.

## Statistiche

### Presenze e reti nei club
Statistiche aggiornate al 19 giugno 2025.
| Stagione         | Squadra          | Campionato       | Campionato | Campionato | Coppe nazionali | Coppe nazionali | Coppe nazionali | Coppe continentali | Coppe continentali | Coppe continentali | Altre coppe | Altre coppe | Altre coppe | Totale | Totale |
| Stagione         | Squadra          | Comp             | Pres       | Reti       | Comp            | Pres            | Reti            | Comp               | Pres               | Reti               | Comp        | Pres        | Reti        | Pres   | Reti   |
| ---------------- | ---------------- | ---------------- | ---------- | ---------- | --------------- | --------------- | --------------- | ------------------ | ------------------ | ------------------ | ----------- | ----------- | ----------- | ------ | ------ |
| 2019-2020        | Lanús            | PD               | 0          | 0          | CA+CM           | 1+2             | 0+1             | CS                 | 0                  | 0                  | -           | -           | -           | 3      | 1      |
| 2021             | Lanús            | PD               | 25         | 13         | CA+CdL          | 0+7             | 0               | CS                 | 5                  | 1                  | -           | -           | -           | 37     | 14     |
| feb.-lug. 2022   | Lanús            | PD               | 0          | 0          | CA+CdL          | 1+13            | 3+4             | CS                 | 5                  | 0                  | -           | -           | -           | 19     | 7      |
| Totale Lanús     | Totale Lanús     | Totale Lanús     | 25         | 13         |                 | 24              | 8               |                    | 10                 | 1                  |             | -           | -           | 59     | 22     |
| lug.-nov. 2022   | Palmeiras        | A1/SP+A          | 0+12       | 0+2        | CB              | 0               | 0               | CL                 | 2                  | 0                  | -           | -           | -           | 14     | 2      |
| 2023             | Palmeiras        | A1/SP+A          | 6+22       | 1+5        | CB              | 5               | 1               | CL                 | 7                  | 1                  | SB          | 0           | 0           | 40     | 8      |
| 2024             | Palmeiras        | A1/SP+A          | 15+35      | 10+10      | CB              | 2               | 0               | CL                 | 8                  | 2                  | SB          | 1           | 0           | 61     | 22     |
| 2025             | Palmeiras        | A1/SP+A          | 12+10      | 4+2        | CB              | 1               | 1               | CL                 | 5                  | 3                  | Cmc         | 2           | 1           | 30     | 11     |
| Totale Palmeiras | Totale Palmeiras | Totale Palmeiras | 33+79      | 15+19      |                 | 8               | 2               |                    | 22                 | 6                  |             | 3           | 1           | 145    | 43     |
| Totale carriera  | Totale carriera  | Totale carriera  | 137        | 47         |                 | 32              | 10              |                    | 32                 | 7                  |             | 3           | 1           | 204    | 65     |

## Palmarès

### Club

#### Competizioni nazionali
- Campionato brasiliano: 2

Palmeiras: 2022, 2023
- Supercoppa del Brasile: 1

Palmeiras: 2023

#### Competizioni statali
- Campionato paulista: 2

Palmeiras: 2023, 2024